# Секст Октавій Фронтон
Секст Октавій Фронтон (? — після 92) — політичний діяч Римської імперії, консул-суффект 86 року.

## Життєпис
Походив з роду Октавіїв. Про родину немає відомостей. Ймовірно був з новітніх нобілів імперії. Про молоді роки немає відомостей. Зробив гарну кар'єру за часів правління імператора Доміціана. У 86 році став консулом-суффектом разом з Тиберієм Кандідом Марієм Цельсом. Після цього очолював I Допоміжний легіон. Був префектом Мезійського флоту. У 92 році призначений імператорським легатом до Нижньої Мезії. Подальша доля невідома.